# 塞夫瓦
塞夫瓦是沙特阿拉伯的城市。位於波斯灣沿岸，處於蓋提夫和朱拜勒之間，由東部省負責管轄，面積3.36平方公里，經濟活動有工業、採礦業、銀行業、教育業、醫療業和能源業，人口約70,000。

## 外部連結
- Official site

26°39′N 49°57′E / 26.650°N 49.950°E